# Prefeitura

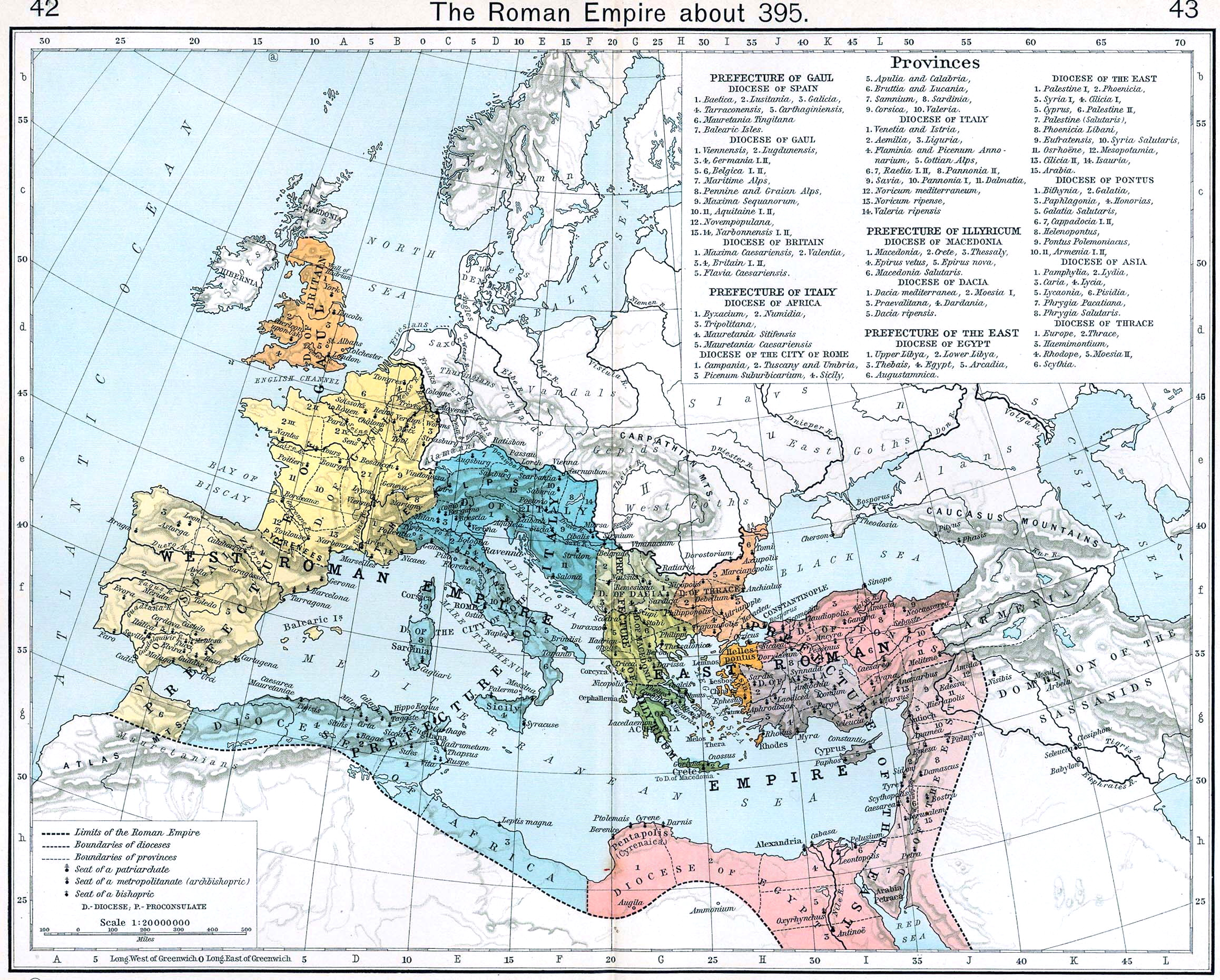
As prefeituras do Império Romano em 395

Originalmente, prefeitura (do latim præfectura) era uma circunscrição territorial comandada por um prefeito.

## Brasil

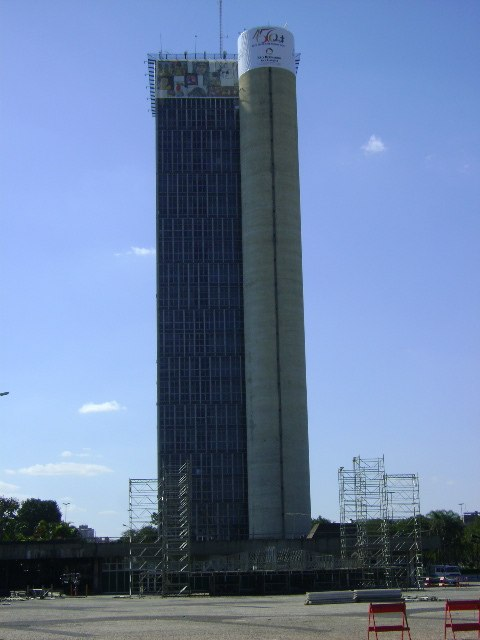
Paço Municipal Presidente Tancredo Neves, em São Bernardo do Campo